# Rectoria (Maçanet de la Selva)
La Rectoria és una obra de Maçanet de la Selva (Selva) inclosa a l'Inventari del Patrimoni Arquitectònic de Catalunya.

## Descripció
Edifici de planta rectangular, dues plantes i coberta a dos vessants a façana que està adossat a l'església de Sant Llorenç. La façana té totes les obertures emmarcades amb muntants i llindes horitzontals de pedra. Una de les obertures de la part dreta del primer pis dona a un balcó de fusta, actualment inutilitzat i molt fràgil. L'espai exterior proper a la façana està cercat per unes pilones de pedra i una paret baixa resseguida de reixa, també baixa, de ferro forjat. A l'interior, que contacta amb el sector occidental de l'església, també té diverses obertures amb muntants i llindes pètries. A tocar dels muntants de la porta principal hi ha dos troncs de columna estriats i acanalats que potser formaven part d'un antic molí. Dues de les finestres del pis inferior són tancades i decorades amb ferro forjat.

## Història
Sembla que la rectoria fou construïda o reformada al llarg del segle xviii, com indiquen les inscripcions de les llindes de la porta principal (1725) i les finestres superiors (1737 i 1745). En aquest moment possiblement s'uní l'edifici amb l'església.
Fins al segle XX l'espai de la rectoria estava tancat a la plaça de l'església (la plaça començava a l'altura de l'accés a l'església). On ara s'allarga la plaça hi havia el pati, el pou i el jardí de la rectoria i, en lloc del balcó de fusta, existia una terrassa o eixida amb volta d'arcs rebaixats.
Pel que fa a les últimes reformes, han afectat a l'arrebossat, sostres i acondicionaments interiors varis durant el segle xx.